# Grand Prix-wegrace van België 1965
De Grand Prix-wegrace van België 1965was de zevende Grand Prix van het wereldkampioenschap wegrace in het seizoen 1965. De races werden verreden op 4 juli op het Circuit de Spa-Francorchamps nabij Malmedy. In België kwamen de 125cc- en de 350cc-klasse niet aan de start. De wereldtitel in de zijspanklasse werd hier beslist.

## 500cc-klasse
In België reed Mike Hailwood 5 à 6 seconden per ronde weg van Giacomo Agostini en de spanning moest dan ook komen van de strijd om de derde plaats, die ging tussen de Norton-rijders Jack Ahearn, Ian Burne, Chris Conn, Gyula Marsovszky en Derek Minter en de Matchless-rijders Paddy Driver en Fred Stevens. Minter pakte uiteindelijk de derde plaats. Hailwood had toen gewonnen met 1 minuut en 26 seconden voorsprong op Agostini, maar hij had het kennelijk toch rustig aan gedaan: zijn gemiddelde snelheid lag slechts 0,5 km/h hoger dan die van Jim Redman in de 250cc-klasse.
| Pos | Coureur          | Merk               | Tijd      | Pnt      |
| --- | ---------------- | ------------------ | --------- | -------- |
| 1   | Mike Hailwood    | MV Agusta          | 1:05"22'6 | 8        |
| 2   | Giacomo Agostini | MV Agusta          | +1"30'8   | 6        |
| 3   | Derek Minter     | Norton             | +3"37'0   | 4        |
| 4   | Paddy Driver     | Matchless          | +3"37'4   | 3        |
| 5   | Fred Stevens     | Matchless          | +3"57'2   | 2        |
| 6   | Gyula Marsovszky | Matchless          | +3"57'9   | 1        |
| 7   | Chris Conn       | Norton             |           |          |
| 8   | Ian Burne        | Norton             |           |          |
| 9   | Jack Ahearn      | Norton             |           |          |
| 10  | Dan Shorey       | Norton             |           |          |
| 11  | Onbekend         | Onbekend           | Onbekend  | Onbekend |
| 12  | Jack Findlay     | McIntyre-Matchless |           |          |

| Coureur       | Merk      | Oorzaak |
| ------------- | --------- | ------- |
| Jack Findlay  | Matchless |         |
| John Cooper   | Norton    |         |
| Lewis Young   | Matchless |         |
| Stuart Graham | Matchless |         |
| Syd Mizen     | Matchless |         |
| Bosse Granath | Matchless |         |
| John Smith    | Norton    |         |

| Coureur            | Merk       | Oorzaak |
| ------------------ | ---------- | ------- |
| Eduard Lenz        | Norton     |         |
| David Lloyd        | Norton     | [ 1 ]   |
| Kenneth King       | Norton     | [ 1 ]   |
| Mike Duff          | Matchless  | [ 2 ]   |
| Roger Beaumont     | Norton     | [ 1 ]   |
| František Šťastný  | Jawa       |         |
| Walter Scheimann   | Norton     | [ 3 ]   |
| Jouko Ryhänen      | Matchless  |         |
| Billie Nelson      | Norton     |         |
| Billy McCosh       | Matchless  |         |
| Dick Creith        | Norton     | [ 4 ]   |
| Joe Dunphy         | Norton     |         |
| Rob Fitton         | Norton     |         |
| Selwyn Griffiths   | Matchless  | [ 5 ]   |
| Giuseppe Mandolini | Moto Guzzi | [ 6 ]   |
| Buddy Parriott     | Norton     | [ 1 ]   |
| Ed LaBelle         | Norton     | [ 1 ]   |

### Top tien tussenstand 500cc-klasse
| Pos | Coureur          | Merk               | Pnt |
| --- | ---------------- | ------------------ | --- |
| 1   | Mike Hailwood    | MV Agusta          | 40  |
| 2   | Giacomo Agostini | MV Agusta          | 18  |
| 3   | Paddy Driver     | Matchless          | 7   |
| 4   | Joe Dunphy       | Norton             | 6   |
| 4   | Buddy Parriott   | Norton             | 6   |
| 6   | Roger Beaumont   | Norton             | 4   |
| 6   | Walter Scheimann | Norton             | 4   |
| 6   | Mike Duff        | Matchless          | 4   |
| 6   | Derek Minter     | Norton             | 4   |
| 10  | Jack Findlay     | McIntyre-Matchless | 3   |
| 10  | Kenneth King     | Norton             | 3   |
| 10  | Ian Burne        | Norton             | 3   |
| 10  | John Cooper      | Norton             | 3   |

## 250cc-klasse
In België was de Honda van Jim Redman wel degelijk opgewassen tegen de Yamaha RD 56 van Phil Read. Zij vochten een flink duel uit en wisselden per ronde meermaals van positie. Voor Read was de overwinning belangrijk, want dan zou Redman alle overgebleven wedstrijden moeten winnen om wereldkampioen te kunnen worden. Met nog twee ronden te gaan begon het op het zuidelijke deel van het circuit te regenen, maar Redman wist zijn Honda uiteindelijk 0,4 seconde vóór Read over de streep te brengen. Mike Duff (Yamaha) finishte daar 40 seconden achter.
| Pos | Coureur          | Merk   | Tijd     | Pnt |
| --- | ---------------- | ------ | -------- | --- |
| 1   | Jim Redman       | Honda  | 39"21'7  | 8   |
| 2   | Phil Read        | Yamaha | + 0'4    | 6   |
| 3   | Mike Duff        | Yamaha | +37'8    | 4   |
| 4   | Yoshimi Katayama | Suzuki | + 47'8   | 3   |
| 5   | Frank Perris     | Suzuki | + 1"03'7 | 2   |
| 6   | Bruce Beale      | Honda  | + 4"35'1 | 1   |
| 7   | Günter Beer      | Honda  |          |     |

| Coureur          | Merk    | Oorzaak   |
| ---------------- | ------- | --------- |
| Ramón Torras (†) | Bultaco | Overleden |
| John Buckner     | Yamaha  | [ 1 ]     |

| Coureur             | Merk      |
| ------------------- | --------- |
| Barry Smith         | Bultaco   |
| Kevin Cass          | Cotton    |
| František Šťastný   | Jawa      |
| Heinz Rosner        | MZ        |
| José Maria Busquets | Montesa   |
| Alain Barbaroux     | Aermacchi |
| Jean-Claude Guénard | Bultaco   |
| Bill Ivy            | Yamaha    |
| Bob Coulter         | Bultaco   |
| David Williams      | Mondial   |
| Derek Woodman       | MZ        |
| Mike Hailwood       | Honda     |
| Ralph Bryans        | Honda     |
| Rex Avery           | Bultaco   |
| Alberto Pagani      | Aermacchi |
| Gilberto Milani     | Aermacchi |
| Giuseppe Visenzi    | Aermacchi |
| Remo Venturi        | Benelli   |
| Silvio Grassetti    | Morini    |
| Tarquinio Provini   | Benelli   |
| Gosuke Yamashita    | Honda     |
| Hiroshi Hasegawa    | Yamaha    |
| Isamu Kasuya        | Honda     |
| Ginger Molloy       | Bultaco   |

### Top tien tussenstand 250cc-klasse
| Pos | Coureur          | Merk    | Pnt |
| --- | ---------------- | ------- | --- |
| 1   | Phil Read        | Yamaha  | 46  |
| 2   | Mike Duff        | Yamaha  | 30  |
| 3   | Jim Redman       | Honda   | 22  |
| 4   | Ramón Torras (†) | Bultaco | 10  |
| 5   | Bruce Beale      | Honda   | 9   |
| 5   | Frank Perris     | Suzuki  | 9   |
| 7   | Yoshimi Katayama | Suzuki  | 6   |
| 8   | Silvio Grassetti | Morini  | 4   |
| 8   | Barry Smith      | Bultaco | 4   |
| 8   | Derek Woodman    | MZ      | 4   |

## 50cc-klasse
In Spa-Francorchamps was het guur, koud en soms nat. Onder die omstandigheden lag het veld in de 50cc-klasse vrij dicht bij elkaar. Ernst Degner leidde met de Suzuki van start tot finish, maar werd eerst bedreigd door Ralph Bryans met de Honda en later door Luigi Taveri (Honda) en door zijn teamgenoot Hugh Anderson. Uiteindelijk werd Anderson tweede en Taveri derde. Op dat moment was het wereldkampioenschap nog steeds spannend, want Anderson en Bryans hadden beiden 32 punten met nog slechts één wedstrijd te gaan. Taveri volgde met 24 punten. Het wereldkampioenschap was dus nog volledig open.
| Pos | Coureur         | Merk     | Tijd | Pnt |
| --- | --------------- | -------- | ---- | --- |
| 1   | Ernst Degner    | Suzuki   |      | 8   |
| 2   | Hugh Anderson   | Suzuki   |      | 6   |
| 3   | Luigi Taveri    | Honda    |      | 4   |
| 4   | Mitsuo Itoh     | Suzuki   |      | 3   |
| 5   | Ralph Bryans    | Honda    |      | 2   |
| 6   | Cees van Dongen | Kreidler |      | 1   |

| Coureur              | Merk     |
| -------------------- | -------- |
| Barry Smith          | Derbi    |
| Hans Georg Anscheidt | Kreidler |
| Ángel Nieto          | Derbi    |
| José Maria Busquets  | Derbi    |
| Jacques Roca         | Derbi    |
| Charlie Mates        | Honda    |
| Ian Plumridge        | Derbi    |
| Leslie Griffiths     | Honda    |
| Akira Itoh           | Honda    |
| Haruo Koshino        | Suzuki   |
| Michio Ichino        | Suzuki   |
| Gastón Biscia        | Suzuki   |

### Top tien tussenstand 50cc-klasse
| Pos | Coureur              | Merk     | Pnt     |
| --- | -------------------- | -------- | ------- |
| 1   | Hugh Anderson        | Suzuki   | 32 (37) |
| 1   | Ralph Bryans         | Honda    | 32      |
| 3   | Luigi Taveri         | Honda    | 28 (31) |
| 4   | Ernst Degner         | Suzuki   | 26      |
| 5   | Mitsuo Itoh          | Suzuki   | 12      |
| 6   | Michio Ichino        | Suzuki   | 4       |
| 6   | José Maria Busquets  | Derbi    | 4       |
| 6   | Jacques Roca         | Derbi    | 4       |
| 9   | Hans Georg Anscheidt | Kreidler | 3       |
| 9   | Haruo Koshino        | Suzuki   | 3       |
| 9   | Charlie Mates        | Honda    | 3       |

Punten tussen haakjes zijn inclusief streepresultaten.

## Zijspanklasse
Met hun overwinning in België stelden Fritz Scheidegger/John Robinson hun wereldtitel zeker. Max Deubel en Emil Hörner, die tweede werden, konden theoretisch nog op een gelijk puntenaantal eindigen. Scheidegger moest van de 42 punten die hij had gescoord er 12 aftrekken (de tweede plaatsen van Spanje en Frankrijk). Deubel zou bij een overwinning in de GP des Nations op 34 punten komen, waarvan hij er vier moest aftrekken (de derde plaats in Frankrijk). Daardoor zouden beiden op 30 punten eindigen. Ook het aantal overwinningen zou gelijk zijn (elk drie). Men zou dan het aantal tweede plaatsen tellen en daarvan had Scheidegger er drie en Deubel slechts een.
| Pos | Coureur               | Bakkenist      | Merk | Tijd | Pnt |
| --- | --------------------- | -------------- | ---- | ---- | --- |
| 1   | Fritz Scheidegger     | John Robinson  | BMW  |      | 8   |
| 2   | Max Deubel            | Emil Hörner    | BMW  |      | 6   |
| 3   | Pip Harris            | Ray Campbell   | BMW  |      | 4   |
| 4   | Heinz Luthringshauser | Hermann Hahn   | BMW  |      | 3   |
| 5   | Florian Camathias     | Franz Ducret   | BMW  |      | 2   |
| 6   | Colin Seeley          | Wally Rawlings | BMW  |      | 1   |

| Coureur           | Bakkenist        | Merk      |
| ----------------- | ---------------- | --------- |
| Barry Thompson    | Richard Bradley  | BMW       |
| Arsenius Butscher | Wolfgang Kalauch | BMW       |
| August Wolf       | Werner Zielaff   | BMW       |
| Fred Huber        | Josef Huber      | BMW       |
| Georg Auerbacher  | Peter Rykers     | BMW       |
| Otto Kölle        | Heinz Marquardt  | BMW       |
| Siegfried Schauzu | Horst Schneider  | BMW       |
| Charlie Freeman   | Billie Nelson    | Norton    |
| Chris Vincent     | Fred Roche       | BMW       |
| Trevor Davies     | John Gauge       | Matchless |
| Giuseppe Dal-Toe  | Aldo Ramoli      | BMW       |

### Top tien tussenstand zijspanklasse
| Pos | Coureur               | Bakkenist                    | Merk | Pnt     |                |
| --- | --------------------- | ---------------------------- | ---- | ------- | -------------- |
| 1   | Fritz Scheidegger     | John Robinson                | BMW  | 30 (42) | wereldkampioen |
| 2   | Max Deubel            | Emil Hörner                  | BMW  | 26      |                |
| 3   | Florian Camathias     | Franz Ducret                 | BMW  | 10      |                |
| 4   | Georg Auerbacher      | Peter Rykers                 | BMW  | 9       |                |
| 4   | Heinz Luthringshauser | Hermann Hahn                 | BMW  | 9       |                |
| 6   | Arsenius Butscher     | Wolfgang Kalauch             | BMW  | 8       |                |
| 6   | Chris Vincent         | Terry Harrison en Fred Roche | BMW  | 8       |                |
| 8   | Siegfried Schauzu     | Horst Schneider              | BMW  | 6       |                |
| 8   | Colin Seeley          | Wally Rawlings               | BMW  | 6       |                |
| 10  | Barry Thompson        | Richard Bradley              | BMW  | 5       |                |

Punten tussen haakjes zijn inclusief streepresultaten.

## Trivia
Record
Jim Redman stond na de Belgische Grand Prix op veertig overwinningen in het wereldkampioenschap wegrace. Daarmee passeerde hij Carlo Ubbiali en John Surtees.
1921 · 1922 · 1923 · 1924 · 1925 · 1926 · 1927 · 1928 · 1929 · 1930 · 1931 · 1932 · 1933 · 1934 · 1935 · 1936 · 1937 · 1938 · 1939 · 1947 · 1948 · 1949 · 1950 · 1951 · 1952 · 1953 · 1954 · 1955 · 1956 · 1957 · 1958 · 1959 · 1960 · 1961 · 1962 · 1963 · 1964 · 1965 · 1966 · 1967 · 1968 · 1969 · 1970 · 1971 · 1972 · 1973 · 1974 · 1975 · 1976 · 1977 · 1978 · 1979 · 1980 · 1981 · 1982 · 1983 · 1984 · 1985 · 1986 · 1988 · 1989 · 1990